# 8-Aminoquinoléine
La 8-aminoquinoléine est un composé organique qui consiste en une molécule de quinoléine substituée en position 8 par un groupe amine. Cette aminoquinoléine est la base de certains médicaments antipaludéens.

## Dérivés

Primaquine.
Pamaquine.
Tafénoquine.